# Ловушка расплава

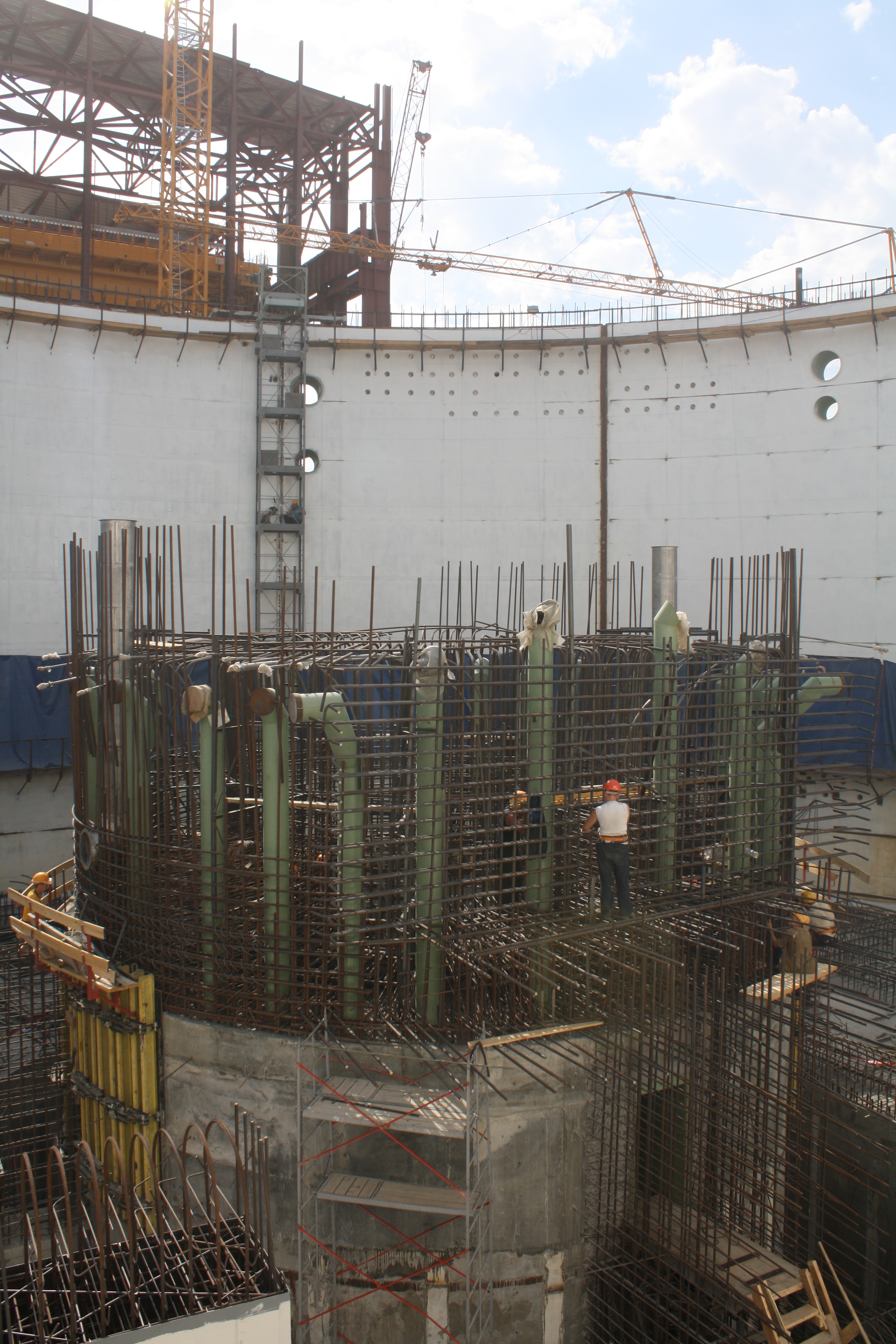
Монтаж ловушки расплава на Нововоронежской АЭС-2

Устройство локализации расплава в проекте «ВВЭР-ТОИ».

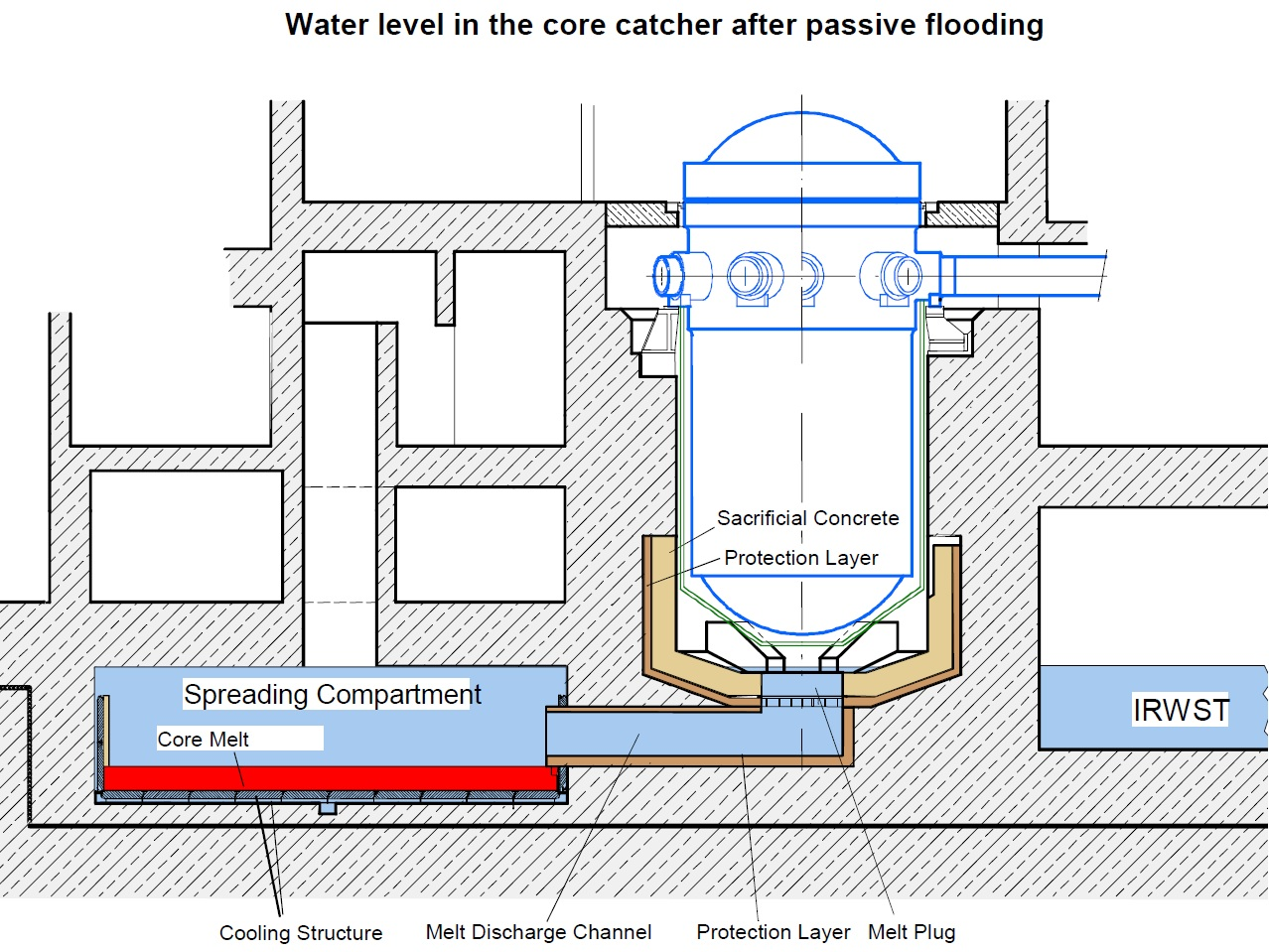
Схема ловушки расплава в.

Лову́шка распла́ва (устро́йство локализа́ции распла́ва) — опциональная часть гермооболочки ядерных реакторов, конструкция, служащая для локализации расплава активной зоны ядерного реактора, в тяжелых авариях с расплавлением активной зоны реакторов и проплавлением корпуса реактора. Является одной из систем пассивной атомной безопасности (англ. passive nuclear safety). Обеспечивает изоляцию фундамента от расплава, подкритичность расплава и охлаждение расплава.
Ловушки расплава, спроектированные в России, используются на Тяньваньской АЭС (эксплуатируется с 2007 года, реакторы ВВЭР-1000), АЭС Куданкулам и являются частью проектов ВВЭР-1200 (Нововоронежская АЭС-2, Ленинградская АЭС-2, Балтийская АЭС), ВВЭР-ТОИ.
В российских гермооболочках ловушка расплава сооружается непосредственно под реактором (на дне шахты реактора) и представляет собой конусообразную металлическую конструкцию общим весом около 750 тонн. Ловушка заполняется специальным, так называемым жертвенным материалом (наполнителем), состоящим в основном из оксидов железа и алюминия. Наполнитель растворяется в расплаве топлива для уменьшения его объёмного энерговыделения и увеличения поверхности теплообмена, а вода по специальным трубопроводам в корпусе ловушки заливает эту массу.
В европейских реакторах EPR ловушка представляет собой подреакторное помещение большой площади (170 м2), оснащенное донной системой водоохлаждения и сплинкерной системой орошения растекшегося расплава водой. Расплав, прожёгший корпус реактора, поступает в предловушку, а затем по наклонной поверхности поступает в помещение растекания, и должен, по концепции ловушки, растечься по помещению тонким слоем и закристаллизоваться.
Также применяется в реакторах SNR-300, SWR1000, ESBWR, EU-APR-1400 и APR+, ACPR1000, Atmea I.

## Недостатки
- Стоимость систем безопасности, в частности, ловушек расплава и больших гермооболочек, является чрезвычайно высокой, в том числе из-за капитальных вложений и увеличения длительности постройки. Из-за этого создаются финансовые препятствия постройке новых АЭС в США и Европе.[12][13]